# Henkell & Co. Sektkellerei

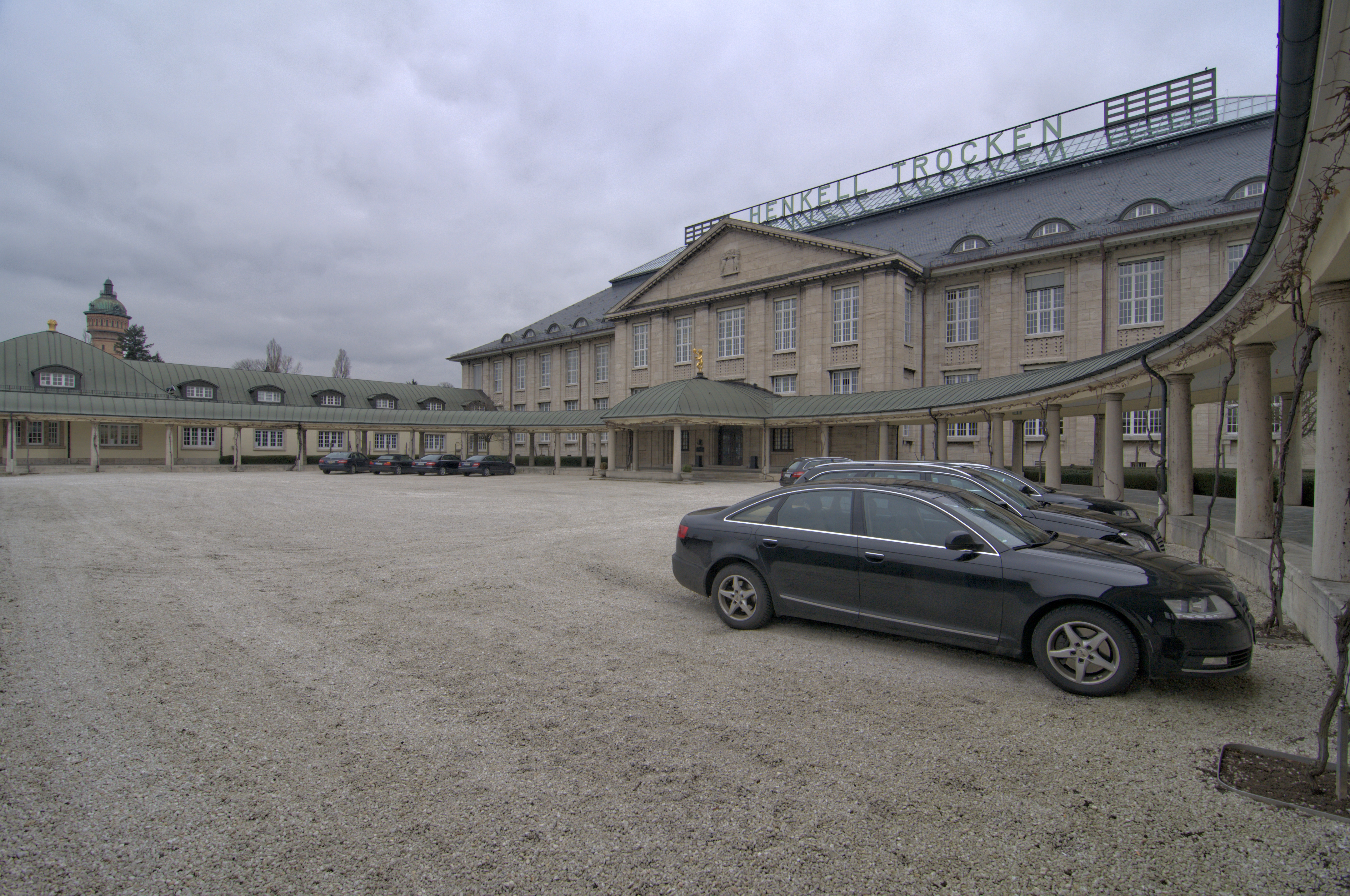
Huvudkontoret i Wiesbaden med skylten Henkell Trocken.

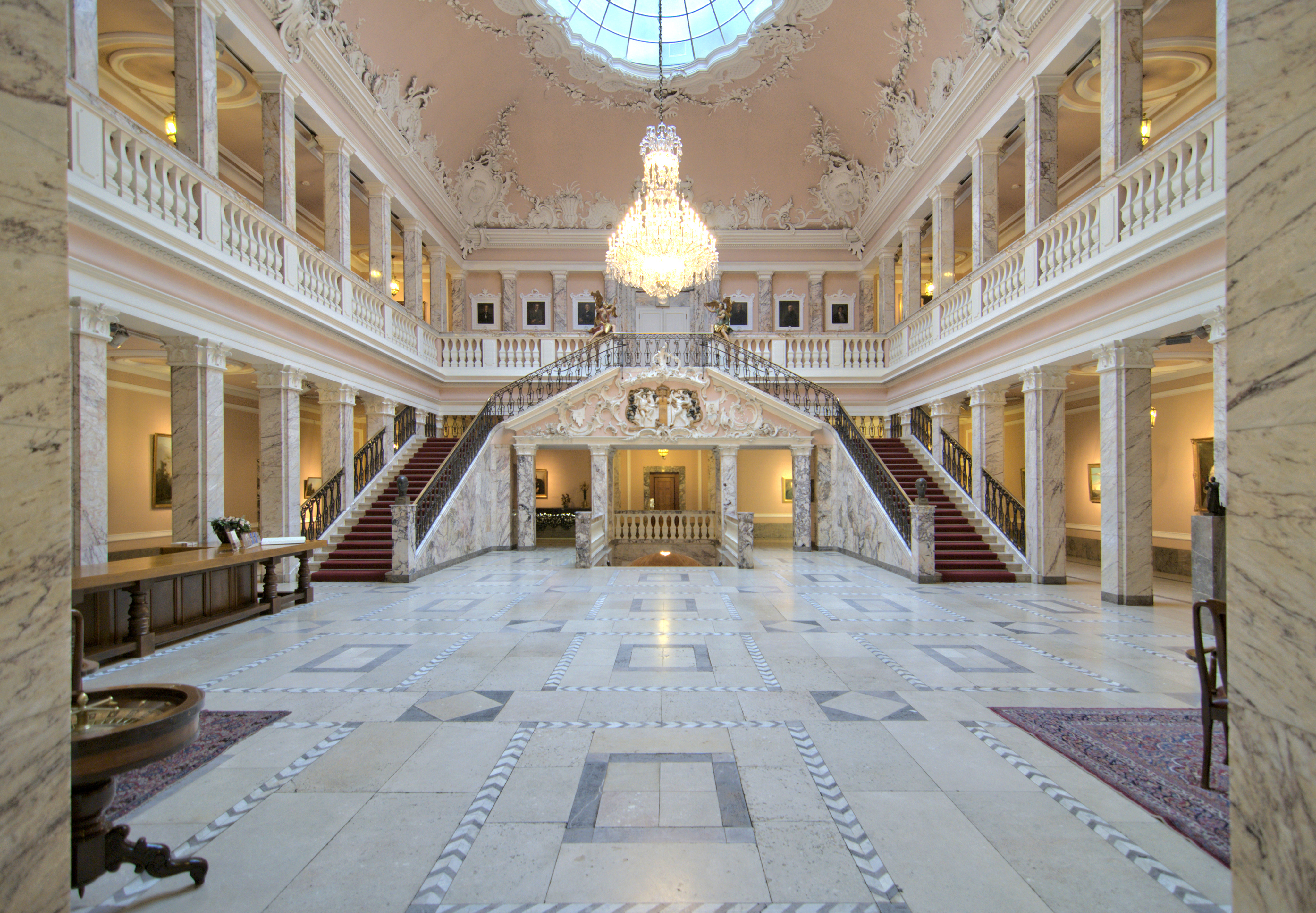

Henkell & Co. är ett företag med huvudkontor i Wiesbaden. Henkell Freixenet ingår i Dr. Oetker. Företaget tillverkar och säljer alkoholhaltiga drycker. Ett berömt varumärke är Henkell Trocken.
1832 grundade Adam Henkell vinhandeln Henkell & Cie i Mainz. 25 år senare uppförde han en champagnefabrik och var därmed en av de första i Tyskland som kunde tillverka sekt från vin. Under Otto Henkell ledning lanserades varumärket Henkell Trocken 1894. Otto Henkells dotter Annelies (1896–1973) var gift med Joachim von Ribbentrop.
1960 övertog företaget Wodka Gorbatschow och Lutter & Wegner i Berlin. 1986 såldes verksamheten till Rudolf-August Oetker. 1987 gick konkurrenterna Henkell & Co och Söhnlein Rheingold KG samman till Henkell & Söhnlein.
I Henkell & Co. ingår bland annat dryckesmärkena Henkell, Fürst von Metternich, Söhnlein Brillant, Törley, Bohemia och Hubert de Luxe.